# Krista Guloien
Krista Guloien est une rameuse canadienne née le 20 mars 1980 à New Westminster.

## Biographie
Aux Jeux olympiques d'été de 2012 à Londres, Krista Guloien obtient la médaille d'argent en huit avec Janine Hanson, Andréanne Morin, Rachelle Viinberg, Lauren Wilkinson, Natalie Mastracci, Ashley Brzozowicz, Darcy Marquardt et la barreuse Lesley Thompson-Willie.

## Palmarès

### Jeux olympiques
- Jeux olympiques d'été de 2012 à Londres,  Royaume-Uni
  -  Médaille d'argent en huit

### Championnats du monde d'aviron
- 2011 à Bled,  Slovénie
  -  Médaille d'argent en huit
- 2010 à Karapiro,  Nouvelle-Zélande
  -  Médaille d'argent en huit